# Can Fontanet
|  | Per a altres significats, vegeu «Can Fontanet (Polinyà)». |

Can Fontanet és una masia al Pla de Reixac al terme de Montcada i Reixac (el Vallès Occidental) inclosa a l'Inventari del Patrimoni Arquitectònic de Catalunya. És una masia de planta rectangular i tipologia de coberta a dues vessants amb el carener perpendicular a la façana principal. La fàbrica dels seus murs, malgrat restaurats, és de pedra de riera, pedres cantoneres i contraforts al mur de la façana lateral davant a l'antiga era que encara avui conserva el seu enrajolat. La façana principal presenta una perfecta disposició harmònica dels seus elements d'obertura, tant a la planta baixa com al pis. A la planta baixa centra l'entrada una porta d'arc rodó i adovellat. Al costat esquerre hi ha una altra porta d'accés, més petita, rectangular i d'arc rebaixat i amb dovelles petites (segurament abans era l'entrada als estables). Al costat dret hi ha una finestra que dona a la cuina i a l'extrem hi ha juxtaposat un cos d'un sol vessant. La coberta és a dues vessants de teules àrabs, amb ràfec decoratiu de dues filades de teules. Davant la façana principal, pati amb tanca i porta porxada emmarcada amb teuladeta de doble vessant.

## Les 5 finestres
La primera finestra està a la façana principal. De considerables dimensions i de molt bella i acurada factura. De tipologia rectangular forma un conjunt tot ell treballat en més o menys intensitat. A partir del seu emmarcament s'originen les diferents zones motllurades o esculturades. A la llinda, no s'hi troba, en aquest cas, un treball retallat i de buidat, sinó ornada amb un element d'arc de crestaria, la motllura del qual està adossada a la llinda. A partir d'aquest arc s'origina en l'interior l'escut del llinatge de la casa. A la línia de capitells, caps esculturats dins la incidència del primigeni Renaixement, així com la presència dels àngels tinents de l'escut. Les pedres d'emmarcament lateral es troben motllurades igual que l'ampit, a fi i a efecte de donar la sensació de columnes i la seva base.
La segona finestra presenta la mateixa tipologia rectangular i de pedres d'emmarcament i l'ampit motllurat. Potser amb el toc de la restauració hi veiem força ben dibuixat l'arc conopial, així com el treball del polilobulat del seu intradós, i també la inclusió dels capets dels àngels. En aquest cas, però dessota la línia de capitells s'hi representen dos caps esculturats de temàtica grotesca dins la manera renaixentista.
La tercera finestra és de tipologia rectangular amb grans pedres d'emmarcament i llinda d'una sola peça amb treballs de retallat i buidat, així com esculturats. A la llinda s'inscriu una motllura d'arc conopial que en el seu intradós desenvolupa un treball polilobulat i cresteria amb la inclusió de petits element esculturats -uns capets d'angelets-. Dessota la motllura dels capitells s'hi representen uns caps esculturats dins la tipologia i temàtica renaixentista.
La quarta finestra de la planta pis a la façana lateral (ponent) segueix la mateixa tipologia rectangular i d'emmarcament i amb ampit motllurat. Quan al seu estat de conservació és potser la més malmesa e tota aquesta sèrie. El treball de la llinda presenta la mateixa configuració de motllura d'arc conopial amb polilobulats i cresteria a l'intradós. Dels petits capets esculturats, només se'n conserva un. Igualment, dessota la línia dels capitells s'hi representen dos caps esculturats d'incidència renaixentista.
La cinquena finestra és la quarta i última de les situades a la façana lateral de ponent. La seva tipologia és la mateixa que la de les altres tres finestres, rectangular, emmarcada i amb ampit motllurat. La llinda es troba treballada en un arc conopial i elements polilobulats en el seu intradós i els petits caps d'àngels. A la línia dels capitells també caps esculturats en aquest cas d'àngels dins el gust renaixentista.

## Història
El 19 de febrer de 1386 els frares de la Mercè de la ciutat de Barcelona varen vendre a Simó Fontanet aquesta masia, dos casals de molins, séquies i aparells i peces de terra de conreu (part del patrimoni de la finca). L'any 1395 Arnau Fontanet feu donació a Francesc Vilaseca.